# 형수의 직업
《형수의 직업》은 2017년에 개봉한 대한민국의 로맨스 영화이다.

## 줄거리
미국에서 갓 귀국한 형수. 자신의 절친과 룸살롱 W에서 제일 잘 나가는 아가씨 서연을 만난다. 술에 만취해서 눈을 떠보니, 이곳은 친형 같은 준기의 집. 그리고 그곳에서 형수는 어젯밤 자신과 찐하게 놀았던 서연이 준기의 아내라는 것을 알게 되는데… 형수는 준기에 대한 의리로 서연에게 거리를 두지만 마음 한구석에 그녀의 육체에 대한 욕망이 조금씩 커져간다.
남편에게서 욕구를 충족시키 못하던 서연은 그를 은근슬쩍 유혹하고 형수 또한 자신의 욕망을 주체하지 못하는데…

## 출연진
- 박주빈 - 서연 역
- 민도윤 - 형수 역
- 정재식